# Raccoon Creek State Park
Der Raccoon Creek State Park ist ein State Park im Westen Pennsylvanias, der zu den größten und meistbesuchten des Bundesstaates zählt. 
Der Park liegt im Südwesten des Beaver Countys im Gebiet der Townships Hanover und Independence. Im Osten des Parks durchfließt der Raccoon Creek den Park, er liegt jedoch hauptsächlich im Tal des Nebenflusses Traverse Creek. Dieser Fluss speist auch den Raccoon Lake im Park. 
Der Park geht auf eine Maßnahme des New Deals zurück: Das Civilian Conservation Corps (CCC) entwickelte das Gebiet ab 1934 als sogenannte Recreational Demonstration Area. Dabei sollte das landwirtschaftlich übernutzte Gebiet wieder bewaldet werden und zu einem naturnahen Naherholungsgebiet entwickelt werden. 1945 gab der National Park Service das Gebiet in die Hand des Bundesstaates. Die vom CCC errichteten Bauten sind seit 1987 als Historic District anerkannt. Heute wird der Park vom Pennsylvania Department of Conservation and Natural Ressources (DCNR) verwaltet.

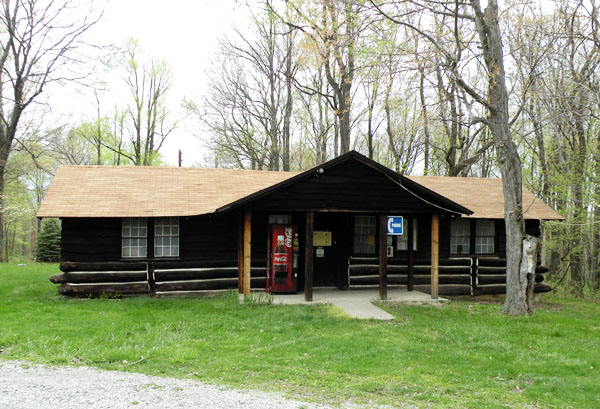
1935 vom CCC gebaute Hütte, 2010
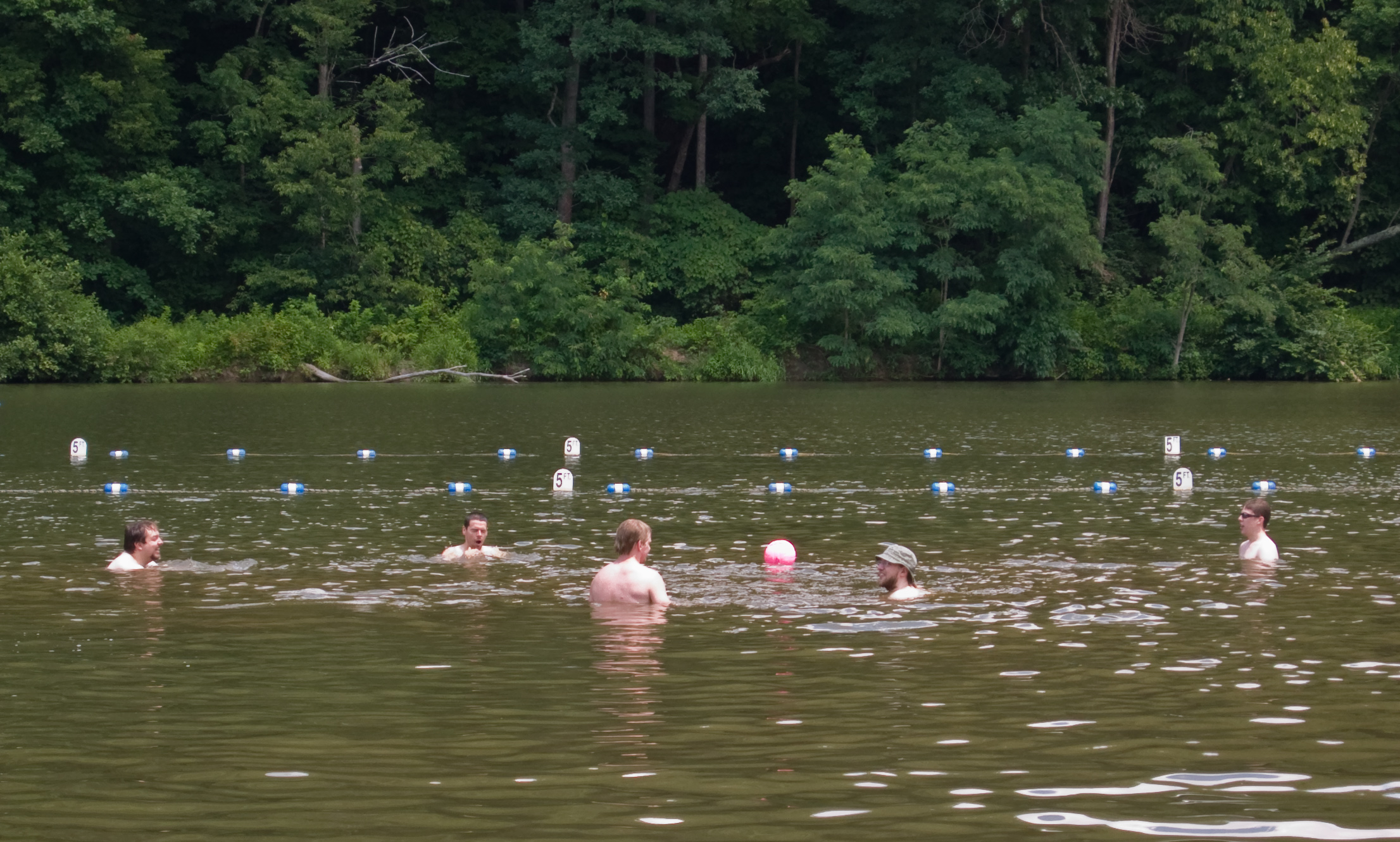
Badende im Raccoon Lake, 2007
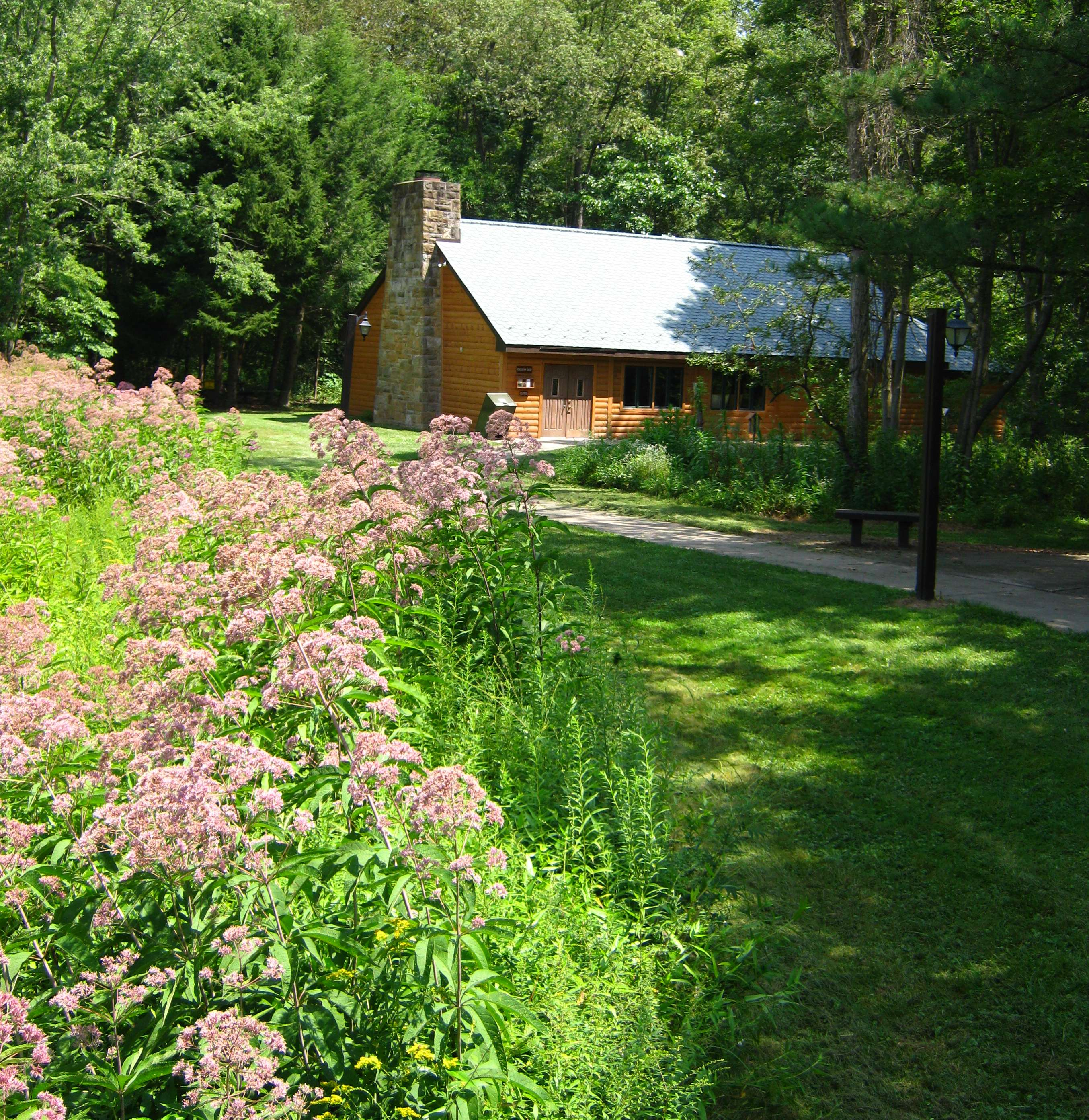
Besucherzentrum im Wildblumen-Schutzgebiet, 2010